# هامبوس وان
هامبوس وان (مواليد 10 ديسمبر 1993) هو لاعب كرة يد سويدي يلعب لصالح نادي فلنسبورغ هاندفيت ومنتخب السويد.